# Inger Berggren
Inger Berggren (Estocolmo, 23 de fevereiro de 1934 - 19 de julho de 2019) foi uma cantora sueca que começou cantando na orquestra de Thore Swanerud e mais tarde cantou com Thore Ehrling, Simon Brehm  e Göte Wilhelmsson. O seus maiores sucessos foram  "Sol och vår" (" O sol e a primavera") e "Elisabeth Serenade", ambos de 1962.
Berggren representou a Suécia no Festival Eurovisão da Canção 1962 que teve lugar no Luxemburgo com a canção "Sol och vår" que terminou en sétimo lugar.

## Filmografia
- 1984 - Sleep
- 1973 - Anderssonskans Kalle in busform